# Ovid’s Withering
Ovid’s Withering ist eine 2010 gegründete US-amerikanische Deathcore-Band aus Tampa, Florida.

## Geschichte
Ovid’s Withering wurde im Jahr 2010 in Tampa im US-amerikanischen Bundesstaat Florida von Sänger Andrew Zink, den beiden Gitarristen Aaron und Mark Rodriguez, Bassist Matthew Suits sowie Schlagzeuger Connor Reibling gegründet. Zink verließ die Gruppe 2012 und wurde durch den 7-Horns-7-Eyes-Frontmann JJ Polachek ersetzt, welcher bis 2015 vor dem Mikrofon stand, ehe Cael Foster seinen Platz einnahm. Connor Reibling wurde bereits ein Jahr nach der Gründung durch Bo Blood am Schlagzeug ausgetauscht. Blood blieb ebenfalls nur ein Jahr aktives Mitglied der Band und durch Dustin Rogers ersetzt, welcher bis 2015 bei Ovid’s Withering spielte. Gründungsmitglied Mark Rodriguez wurde 2011 durch Eric Owen ersetzt, kehrte aber 2012 zur Band zurück.
Bereits 2009 noch vor der offiziellen Gründung veröffentlichte man eine nach der Band betitelte Demo mit drei Stücken. Im März 2012 erschien mit The Cloud Gatherer eine erste offizielle EP. Dieser folgte noch im Dezember gleichen Jahres eine Demo-EP mit einer Coverversion von Michael Jacksons Hit Thriller und einem Zelda-Medley. Im Juli 2013 erschien mit Terraphage eine weitere EP mit zwei Stücken. Das Debütalbum Scryers of the Ibis, welches im November 2013 über das kanadische Label Subliminal Groove Records erstveröffentlicht wurde, erfuhr im Folgejahr eine Neuauflage bei Unique Leader Records.
Im Jahr 2015 sollte die Gruppe ihr zweites Album veröffentlichen. Allerdings blieb es ruhig um die Band. Zwischenzeitlich machten Gerüchte, dass einer der Musiker pädophil sei, die Runde was zum Auseinanderbrechen der Bandbesetzung führte. Die Band wurde 2016 mit neuer Besetzung reanimiert und die Musiker arbeiten seither an dem Nachfolger ihres Debütalbums.
Im Juni und Juli 2013 tourte die Gruppe mit Sirens durch mehrere US-Bundesstaaten. Im Juli und August tourte Ovid’s Withering mit Arkaik und The Kennedy Veil im Vorprogramm für die australische Metal-Band Psycroptic durch Nordamerika.

## Musik
Ovid’s Withering spielen symphonischen und progressiven Deathcore mit Einflüssen des Technical Death Metal, wobei sie auch auf genretypische Merkmale wie Breakdowns zurückgreifen. Dabei verwenden die Musiker orchestrale und verschiedenste elektronische Elemente.

## Diskografie
- 2009: Ovid’s Withering (Demo, Eigenproduktion)
- 2012: The Cloud Gatherer (EP, Eigenproduktion)
- 2012: The Legend of Ovdi (Demo-EP, Eigenproduktion)
- 2013: Terraphage (Demo-EP, Eigenproduktion)
- 2013: Scryers of the Ibis (Album, Subliminal Groove Records, 2014 bei Unique Leader Records neu aufgelegt)
- 2020: Terraphage (Album, Eigenproduktion)